# Alfonso de Fonseca
Alfonso de Fonseca (1422 – 1505) foi um prelado católico romano que serviu como Bispo de Osma de 1493 a 1505, Bispo de Cuenca de 1485 a 1493, e Bispo de Ávila de 1469 a 1485.